# Philippe de Moulins
Pour les articles homonymes, voir Moulins.
Philippe de Moulins, né en 1325 à Moulins-Engilbert et mort le 31 juillet 1409, est un évêque catholique français originaire du Nivernais.

## Biographie
Chanoine et chantre de la cathédrale de Paris, il est vicaire de l'évêque de Paris Aimery de Magnac avant de devenir évêque d'Évreux. C'est pendant son épiscopat ébroïcien (1384-1388), qu'il signe comme témoin le contrat de mariage le 27 janvier 1386 entre Louis, fils du roi de France Charles V et Valentine Visconti. De 1388 à sa mort le 31 juillet 1409, il est évêque de Noyon.
En 1378, il fait construire une collégiale installée dans le collatéral sud de la nef de l’église Saint-Jean-Baptiste de Moulins-Engilbert (Nièvre), sa ville natale.
Benoit XIII, à la mort d'André de Luxembourg à l'évêché de Cambrai, pense confier le siège à Philippe de Moulins, comme l'atteste une bulle du 15 novembre 1396. Toutefois, il refuse à la suite de menaces de Philippe le Hardi, duc de Bourgogne, et le poste est confié à Pierre d'Ailly.
Il a été durant sa vie le secrétaire particulier et le conseiller des rois de France Jean II le Bon, Charles V, Charles VI et du duc Louis d'Orléans frère de Charles VI.

## Héraldique
Philippe de Moulins portait : « d'azur à la croix ancrée d'or ».

## Sépulture
- Son tombeau se trouvait au couvent des Célestins de Paris.